# ZombieLars
ZombieLars es una serie dramática noruega para adolescentes sobre el hecho de ser diferentes. La serie se estrenó el 10 de junio de 2017 en el canal NRK Super. En España, se ha doblado al catalán para el canal regional infantil SX3, y se estrenó el 14 de octubre de 2022, emitiéndose las tres temporadas.

## Premios y reconocimientos
Ganadora de los premios Gullruten de 2019 al mejor programa infantil o juvenil, categoría por la que ya estuvo nominada en 2018. También ha sido nominada al mejor guion de drama televisivo en la edición de 2018 y 2019 (Thomas Seeberg Torjussen) y la mejor banda sonora original de 2019 (John Erik Kaada).
En 2018, la serie ganó el premio principal del Prix Jeunesse en la categoría 11 – 15 Ficción, además de ganar el premio del jurado internacional en la misma categoría. En 2019, ganó el premio del Festival de la Rose d'Or en la categoría Niños y jóvenes.